# Vita con Roger
Vita con Roger (Life with Roger) è una serie televisiva statunitense in 20 episodi trasmessi per la prima volta nel corso di una sola stagione dal 1996 al 1997.

## Trama
New York. Roger Hoyt è un giovane suicida senzatetto dissuaso dal saltare giù da un ponte da Jason Fuller, un uomo la cui auto casualmente si trova sul posto proprio nel momento in cui Roger stava per saltare. Jason, un medico, convince Roger a mettere da parte i suoi propositi suicidi. Alla fine diventano coinquilini in un periodo in cui Roger sta per sposare la sua fidanzata Myra. Lanie, sorella si Jason, si innamora di Roger.

## Personaggi
- Roger Hoyt (20 episodi, 1996-1997), interpretato da	Mike O'Malley.
- Jason Clark (20 episodi, 1996-1997), interpretato da	Maurice Godin.
- Lanie Clark (20 episodi, 1996-1997), interpretata da	Hallie Todd.
- Kate (5 episodi, 1996-1997), interpretata da	Heather Paige Kent.
- Myra (episodi sconosciuti), interpretata da	Meredith Scott Lynn.

## Produzione
La serie, ideata da Robert Griffard e Howard Adler, fu prodotta da Warner Bros. Television  Le musiche furono composte da David Schwartz.

### Registi
Tra i registi della serie sono accreditati:
- Rod Daniel (3 episodi, 1997)
- Steve Zuckerman (2 episodi, 1997)
- Gerry Cohen (1 episodio, 1997)
- Robby Benson
- Richard Correll
- Barnet Kellman

## Distribuzione
La serie fu trasmessa negli Stati Uniti dal 1996 al 1997 sulla rete televisiva The WB Television Network. In Italia è stata trasmessa nel 2001 su RaiDue con il titolo Vita con Roger.
Alcune delle uscite internazionali sono state:
- negli Stati Uniti l'8 settembre 1996 (Life with Roger)
- in Portogallo il 15 maggio 1997 (Amigos Por Acaso)
- in Germania il 1º marzo 1999  (Alles Roger)
- in Spagna (La vida amb en Roger)
- in Italia (Vita con Roger)

## Episodi
| Stagione       | Episodi | Prima TV USA |
| -------------- | ------- | ------------ |
| Prima stagione | 20      | 1996-1997    |